# 1968 no cinema

## Principais filmes produzidos
- 2001: A Space Odyssey, de Stanley Kubrick
- Astérix et Cléopâtre, filme de animação de René Goscinny e Albert Uderzo
- O Bandido da Luz Vermelha, de Rogério Sganzerla, com Paulo Villaça e Helena Ignez[1]
- Barbarella, de Roger Vadim, com Jane Fonda, Anita Pallenberg, Ugo Tognazzi e David Hemmings
- Les biches, de Claude Chabrol, com Jean-Louis Trintignant e Stéphane Audran
- Bullitt, de Peter Yates, com Steve McQueen, Robert Vaughn, Jacqueline Bisset e Robert Duvall
- C'era una volta il West, de Sergio Leone, com Henry Fonda, Claudia Cardinale, Jason Robards e Charles Bronson
- Chitty Chitty Bang Bang, de Ken Hughes, com Dick Van Dyke e Gert Fröbe
- Chronik der Anna Magdalena Bach, de Danièle Huillet e Jean-Marie Straub
- Faces, de John Cassavetes, com John Marley e Gena Rowlands
- The Fixer, de John Frankenheimer, com Alan Bates, Dirk Bogarde, Hugh Griffith e Ian Holm
- Funny Girl, de William Wyler, com Barbra Streisand e Omar Sharif
- Goopy Gyne Bagha Byne, de Satyajit Ray
- Hell in the Pacific, de John Boorman, com Lee Marvin e Toshirô Mifune
- Histoires extraordinaires, de Federico Fellini, Louis Malle e Roger Vadim, com Brigitte Bardot, Alain Delon, Terence Stamp, Jane Fonda e Peter Fonda
- If...., de Lindsay Anderson, com Malcolm McDowell
- The Immortal Story, de e com Orson Welles e com Jeanne Moreau
- Isadora, de Karel Reisz, com Vanessa Redgrave, James Fox e Jason Robards
- Je t'aime, je t'aime, de Alain Resnais
- The Lion in Winter, de Anthony Harvey, com Peter O'Toole, Katharine Hepburn e Anthony Hopkins
- La mariée était en noir, de François Truffaut, com Jeanne Moreau e Jean-Claude Brialy
- Memorias del subdesarrollo, de Tomás Gutiérrez Alea
- Night of the Living Dead, de George A. Romero
- The Party, de Blake Edwards, com Peter Sellers
- Planet of the Apes, de Franklin J. Schaffner, com Charlton Heston e Kim Hunter
- The Producers (1968), de Mel Brooks, com Zero Mostel e Gene Wilder
- Rachel, Rachel, de Paul Newman, com Joanne Woodward
- Romeo and Juliet, de Franco Zeffirelli, com Leonard Whiting e Olivia Hussey
- Rosemary's Baby, de Roman Polanski, com Mia Farrow e John Cassavetes
- Sayat Nova, de Sergei Parajanov
- The Scalphunters, de Sydney Pollack, com Burt Lancaster, Shelley Winters e Telly Savalas
- The Sea Gull, de Sidney Lumet, com James Mason, Vanessa Redgrave e Simone Signoret
- The Shoes of the Fisherman, de Michael Anderson, com Anthony Quinn, Laurence Olivier, Oskar Werner, Vittorio De Sica, David Janssen e John Gielgud
- Skammen, de Ingmar Bergman, com Liv Ullmann, Max von Sydow e Gunnar Björnstrand
- Teorema, de Pier Paolo Pasolini, com Silvana Mangano, Terence Stamp e Massimo Girotti
- The Thomas Crown Affair, de Norman Jewison, com Steve McQueen e Faye Dunaway
- Vargtimmen, de Ingmar Bergman, com Max von Sydow e Liv Ullmann
- Yellow Submarine, filme de animação com as vozes de John Lennon, Paul McCartney, George Harrison e Ringo Starr

## Nascimentos
| Data            | Nome                  | Profissão                         | Nacionalidade           | Observações | Ref |
| --------------- | --------------------- | --------------------------------- | ----------------------- | ----------- | --- |
| 2 de janeiro    | Cuba Gooding Jr.      | ator                              | Estados Unidos          |             |     |
| 14 de janeiro   | LL Cool J             | rapper e ator                     | Estados Unidos          |             |     |
| 17 de janeiro   | Sofia Shinas          | atriz e cantora                   | Canadá                  |             |     |
| 25 de janeiro   | Carolina Ferraz       | atriz                             | Brasil                  |             |     |
| 8 de fevereiro  | Gary Coleman          | ator                              | Estados Unidos          | m. 2010     |     |
| 11 de fevereiro | Wang Shih-hsien       | ator e cantor                     | Taiwan                  |             |     |
| 12 de fevereiro | Josh Brolin           | ator                              | Estados Unidos          |             |     |
| 18 de fevereiro | Molly Ringwald        | atriz                             | Estados Unidos          |             |     |
| 22 de fevereiro | Jeri Ryan             | atriz                             | Estados Unidos          |             |     |
| 2 de março      | Daniel Craig          | ator                              | Reino Unido             |             |     |
| 4 de março      | Patsy Kensit          | atriz                             | Reino Unido             |             |     |
| 6 de março      | Moira Kelly           | atriz                             | Estados Unidos          |             |     |
| 12 de março     | Aaron Eckhart         | ator                              | Estados Unidos          |             |     |
| 8 de abril      | Patricia Arquette     | atriz                             | Estados Unidos          |             |     |
| 14 de abril     | Anthony Michael Hall  | ator                              | Brasil                  |             |     |
| 19 de abril     | Ashley Judd           | atriz                             | Estados Unidos          |             |     |
| 8 de junho      | Eduardo Moscovis      | ator                              | Brasil                  |             |     |
| 20 de junho     | Robert Rodriguez      | cineasta                          | Estados Unidos          |             |     |
| 5 de julho      | Petrônio Gontijo      | ator                              | Brasil                  |             |     |
| 15 de julho     | Eddie Griffin         | rapper e ator                     | Estados Unidos          |             |     |
| 15 de julho     | Letícia Calderón      | atriz                             | México                  |             |     |
| 30 de julho     | Terry Crews           | ator jogador de futebol americano | Estados Unidos          |             |     |
| 9 de agosto     | Gillian Anderson      | atriz                             | Estados Unidos          |             |     |
| 9 de agosto     | Eric Bana             | ator                              | Áustria                 |             |     |
| 15 de agosto    | Debra Messing         | atriz                             | Estados Unidos          |             |     |
| 28 de agosto    | Billy Boyd            | ator                              | Reino Unido             |             |     |
| 4 de setembro   | Phill Lewis           | ator                              | Estados Unidos          |             |     |
| 9 de setembro   | Jocelyn Seagrave      | atriz                             | Tailândia               |             |     |
| 13 de setembro  | Roger Howarth         | ator                              | Estados Unidos          |             |     |
| 25 de setembro  | Will Smith            | ator e rapper                     | Estados Unidos          |             |     |
| 26 de setembro  | James Caviezel        | ator                              | Estados Unidos          |             |     |
| 28 de setembro  | Naomi Watts           | atriz                             | Reino Unido / Austrália |             |     |
| 12 de outubro   | Hugh Jackman          | ator                              | Austrália               |             |     |
| 13 de outubro   | Tisha Campbell-Martin | atriz e cantora                   | Estados Unidos          |             |     |
| 15 de outubro   | Vanessa Marcil        | atriz                             | Estados Unidos          |             |     |
| 5 de Novembro   | René Laván            | Ator                              | Cuba                    |             |     |
| 8 de novembro   | Parker Posey          | atriz                             | Estados Unidos          |             |     |
| 13 de novembro  | Steve Zahn            | ator                              | Estados Unidos          |             |     |
| 18 de novembro  | Owen Wilson           | ator                              | Estados Unidos          |             |     |
| 27 de novembro  | Michael Vartan        | ator                              | França                  |             |     |
| 2 de dezembro   | Lucy Liu              | atriz                             | Estados Unidos          |             |     |
| 3 de dezembro   | Brendan Fraser        | ator                              | Estados Unidos / Canadá |             |     |
| 19 de dezembro  | Ken Marino            | ator                              | Estados Unidos          |             |     |
| 28 de dezembro  | Leonardo Vieira       | ator                              | Brasil                  |             |     |
| 31 de dezembro  | Luciano Szafir        | ator                              | Brasil                  |             |     |

## Mortes
| Data            | Nome                | Profissão                | Nacionalidade  | Observações | Ref |
| --------------- | ------------------- | ------------------------ | -------------- | ----------- | --- |
| 20 de fevereiro | Anthony Asquith     | realizador               | Reino Unido    | n. 1902     |     |
| 20 de março     | Carl Theodor Dreyer | realizador               | Dinamarca      | n. 1889     |     |
| 24 de março     | Alice Guy Blaché    | cineasta e roteirista    | França         | n. 1873     |     |
| 8 de abril      | Amilton Fernandes   | ator                     | Brasil         | n. 1919     |     |
| 9 de maio       | Marion Lorne        | atriz                    | Estados Unidos | n. 1883     |     |
| 30 de outubro   | Ramón Novarro       | ator                     | México         | n. 1899     |     |
| 18 de novembro  | Walter Wanger       | produtor cinematográfico | Estados Unidos | n. 1894     |     |